# Estación de Avinguda de Xile / Camp Nou
Avinguda de Xile es una estación de las líneas T1, T2 y T3 del Trambaix. Está situada sobre la avenida del mismo nombre en el distrito de Les Corts de Barcelona, cerca del estadio Camp Nou (del FC Barcelona). Esta estación se inauguró el 3 de abril de 2004.
Actualmente está en construcción la estación de las líneas 9 y 10 del Metro de Barcelona con la que tendrá un enlace, no tiene previsión de inauguración hasta 2026. Para abrirla sería necesario trasladar el pozo de extracción de la tuneladora hasta la estación de Campus Nord. Inicialmente esta estación tenía que llamarse como la del Trambaix, luego Campus Sud y finalmente después de una campaña del programa "Hat-trick Barça" de TV3, el Departamento de Política Territorial y Obras Públicas de la Generalidad de Cataluña ha accedido a que sea llamada Camp Nou.
| << cabecera    | < estación         | línea                          | estación >         | cabecera >> |
| -------------- | ------------------ | ------------------------------ | ------------------ | ----------- |
| Trambaix       |                    |                                |                    |             |
| Francesc Macià | Zona Universitària |                                | Ernest Lluch       | Bon Viatge  |
| Francesc Macià | Zona Universitària | Llevant - Les Planes           | Ernest Lluch       |             |
| Francesc Macià | Zona Universitària | Sant Feliu \| Consell Comarcal | Ernest Lluch       |             |
| Metro          |                    |                                |                    |             |
| Aeroport T1    | Collblanc          | (2026)                         | Zona Universitària | Can Zam     |
| Pratenc        | Collblanc          | (2026)                         | Zona Universitària | Gorg        |